# Umbrina milliae
Umbrina milliae es una especie de pez de la familia Sciaenidae en el orden de los Perciformes.

## Hábitat
Es un pez de mar clima tropical y bentopelágico que vive hasta los 183 m de profundidad.

## Distribución geográfica
Se encuentra en el  Atlántico occidental: Colombia.

## Observaciones
Es inofensivo para los humanos.